# Tuvuca
Tuvuca [tuˈβuða], auch Tuvutha, ist eine Insel vulkanischen Ursprungs im Norden des Lau-Archipels im Pazifischen Ozean. Politisch gehört sie zur Eastern Division des Inselstaates Fidschi.

## Geographie
Tuvuca liegt rund 50 km nördlich von Lakeba, der Hauptinsel des Archipels, 35 km südwestlich von Mago, 35 km nordöstlich von Nayau sowie 45 km östlich von Cicia. Benachbarte Inseln sind die deutlich kleineren Eilande Vekai, 9 km nördlich, sowie Yaroua, 15 km südöstlich gelegen. Tuvuca hat eine Länge von 5,7 km, eine Breite von bis zu 3,4 km und weist eine Fläche von etwa 12 km² auf. Die Insel ist vollständig von einem Korallenriff mit einer schmalen Lagune umsäumt und erreicht im tafelbergartigen Inneren eine Höhe von 244 m über dem Meer. Die Insel ist bewohnt, die einzige Siedlung Tuvuca (Tuvutha) liegt an der Südwestküste.